# 脊尾近蝦蛄
脊尾近蝦蛄（学名：Anchisquilla fasciata）为蝦蛄科近蝦蛄屬下的一个种。